# Ekoostik hookah

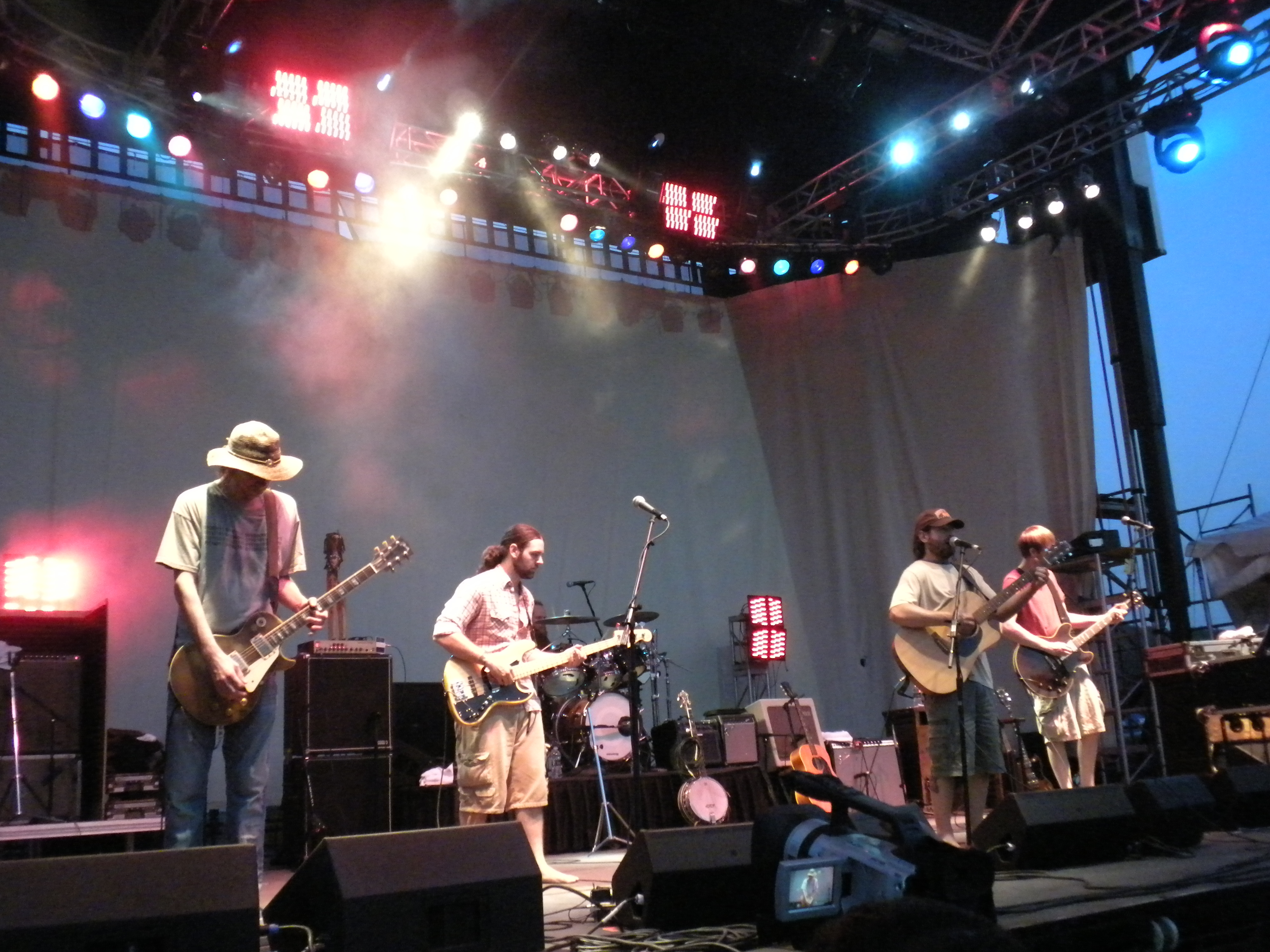
Ekoostik hookah sur scène en 2010.

Ekoostik hookah (calligraphié əkoostik hookah, prononcé comme « acoustique ») est un groupe de rock américain originaire de Columbus dans l’Ohio.
Le schwa (ə) est le symbole du groupe.

## Histoire
Formé en 1991, il organise un festival semestriel de musique appelé Hookahville. Hookahville a lieu près de Columbus en Ohio le week-end du Memorial Day (dernier lundi de mai) et Labor Day (qui tombe le premier lundi de septembre). Les types de la musique interprétées sont très variés : rock, country, bluegrass et reggae. Willie Nelson, George Clinton, David Crosby, Bob Weir, Ralph Stanley, Del McCoury, David Gans et Arlo Guthrie ont joué au Hookahville .
Le groupe joue pour le public local dans des endroits qu’ils affectionnent comme Newport Music Hall, Lifestyle Communities Pavilion et le Nelson’s Ledges Quarry Park. əkoostik hookah a fait de nombreuses tournées aux États-Unis mais aussi en Europe (Amsterdam, Athènes) et à la Jamaïque.

## Membres
- Dave Katz – chant/claviers
- Eric Lanese – batterie
- John Mullins – chant, guitare rythme
- Cliff Starbuck – guitare basse/chant
- Steve Sweney – lead guitare

## Discographie
- Under Full Sail (1991)
- Dubbabuddah (1994)
- Double Live (1996)
- Where the Fields Grow Green (1997)